# III Sides to Every Story
III Sides to Every Story ist das 1992 veröffentlichte dritte Studioalbum der US-amerikanischen Band Extreme.

## Hintergrund
Nach dem Erfolg des Vorgängeralbums Pornograffitti (Platz 10 in den USA, Platz 12 in Großbritannien und Platz 15 in Deutschland) und vor allem der Single More Than Words stand die Gruppe vor der Herausforderung, ein adäquates Nachfolgealbum aufzunehmen.
Die meisten für III Sides to the Story vorgesehenen Lieder entstanden während der Tournee zum Album Pornograffitti und wurden auch währenddessen geprobt. Gitarrist Nuno Bettencourt produzierte das Album, das in Fort Lauderdale in den New River Studios aufgenommen wurde, wo Skid Row im Jahr zuvor ihr zweites Album Slave to the Grind aufgenommen hatten. Zusätzliche Aufnahmen fanden in den Abbey Road Studios in London statt. Die ursprüngliche Veröffentlichung erfolgte auf einem Vinyl-Doppelalbum, von dem nur die Seiten eins, zwei und drei bepresst wurden - Seite vier enthielt keine Klangrille.
Die drei "Seiten" des Albums fanden sich auch auf der CD-Veröffentlichung wieder, allerdings nur in Form einer Unterteilung der Titelliste. Diese war in die Abschnitte "Yours" (Lieder 1–6), Mine (Lieder 7–11) sowie "& the Truth" unterteilt. Dieser letzte Abschnitt enthielt ein mehr als 20 Minuten langes Medley mit dem Titel Everything Under the Sun, das wiederum aus drei Einzeltiteln bestand.

## Titelliste
| Nr.          | Titel                                                                                     | Autor(en)                      | Länge |
| ------------ | ----------------------------------------------------------------------------------------- | ------------------------------ | ----- |
| 1.           | Warheads                                                                                  | Nuno Bettencourt, Gary Cherone | 5:18  |
| 2.           | Rest in Peace                                                                             | Bettencourt, Cherone           | 6:02  |
| 3.           | Politicalamity                                                                            | Bettencourt, Cherone           | 5:04  |
| 4.           | Color Me Blind                                                                            | Bettencourt, Cherone           | 5:01  |
| 5.           | Cupid’s Dead                                                                              | Bettencourt, Cherone           | 5:56  |
| 6.           | Peacemaker Die (Enthält Ausschnitte aus der Rede "I have a dream" von Martin Luther King) | Bettencourt, Cherone           | 6:03  |
| 7.           | Seven Sundays                                                                             | Bettencourt, Cherone           | 4:18  |
| 8.           | Tragic Comic                                                                              | Bettencourt, Cherone           | 4:45  |
| 9.           | Our Father                                                                                | Bettencourt, Cherone           | 4:02  |
| 10.          | Stop the World                                                                            | Bettencourt, Cherone           | 5:58  |
| 11.          | God Isn’t Dead?                                                                           | Bettencourt, Cherone           | 2:02  |
| 12.          | Don’t Leave Me Alone (Vinyl und Japan EXCLUSIV-TRACK)                                     | Bettencourt, Cherone           | 5:44  |
| 13.          | Everything Under The Sun: I. Rise ’n Shine                                                | Bettencourt, Cherone           | 6:23  |
| 14.          | Everything Under The Sun: II. Am I Ever Gonna Change                                      | Bettencourt, Cherone           | 6:57  |
| 15.          | Everything Under The Sun: III. Who Cares?                                                 | Bettencourt, Cherone           | 8:19  |
| Gesamtlänge: | Gesamtlänge:                                                                              | Gesamtlänge:                   | 76.08 |

## Rezeption
Metal Hammer schrieb über das Album, „einen Aufguß von More Than Words“ werde man auf diesem Album schwerlich finden. Zwar seien sich Extreme „mit diesem Fastkonzept-Album wieder treu geblieben (also viel Funk, Melodie und Groove satt)“, aber diesmal komme alles „noch mehr auf den Punkt als auf Pornograffitti.“ Dies unter anderem auch deshalb, „weil die Vier ihre vielfältige musikalische Vorliebe und Bandbreite fein säuberlich auf drei Seiten verteilt“ hätten. Der harte Stoff komme „natürlich zuerst, wobei die Songs (bis auf Cupid’s Dead) allemal das Niveau von Get The Funk Out“ erreichten. Besonders Color Me Blind lasse einen, „einmal gehört, nicht mehr los. Weltklasse, das Stück!“ Seite zwei beginne „verhalten Queen-mäßig“ (Seven Sundays) und endet „nachdenklich mit Don’t Leave Me Alone“. Höhepunkt sei „die Beatles-Hommage Tragic Comic, prädestinierte Hit-Single.“ Das Meisterwerk komme dann am Schluss: Rise 'N Shine, Am I Ever Gonna Change? und Who Cares? seien „eine überlange Bombastkomposition, schwer zu beschreiben und zu fassen. Ähnlich wie das ganze Album, das von seiner Dichte und Kompaktheit sehr an Queens frühe Alben“ erinnere.
Rock Hard meinte, das Album sei „erwartungsgemäß“ ausgefallen: „Groove bis zum Abwinken vom bewährten Rhythmus-Team Pat Badger und Paul Geary, Weltklasse-Gitarrenarbeit von Nuno Bettencourt, wie immer über jeden Zweifel erhabener Leadgesang vom stimmgewaltigen Gary Cherone.“ Damit aber erschöpften sich „sämtliche Gemeinsamkeiten zum platinveredelten Vorgänger Pornograffitti auch schon wieder.“ III Sides To Every Story enthalte „trotz zahlreicher Akustikeinlagen weder ein neues More Than Words, noch auf tanzwütiges Crossover-Publikum zugeschnittene Get The Funk Out-Artverwandtschaften.“ Was „die letzte Scheibe an zugkräftigen Trademarks vorzuweisen“ gehabt habe, sei „gänzlich außen vorgelassen.“ Das Ersatzprogramm entpuppte sich „bei genauerer Inspektion zwar als überaus hörenswert,“ aber es bleibe „zu fragen, ob sich Extreme mit diesem Follow-Up zum großen Durchbruch nicht ihr kommerzielles Grab geschaufelt“ hätten. Der Rezensent hebt die Unterteilung in drei Kapitel hervor, „die höchst unterschiedliche, bislang zumindest in dieser Form unbekannte musikalische Seiten der Band aus verschiedenen Blickwinkeln“ zeigten. Weitestgehend „hardrockend, deshalb noch halbwegs vertraut klingend,“ sei dabei die "Yours"-Side ausgefallen, deren Opener Warheads „fast schon an Loudness in deren grandioser Disillusion-Phase“ erinnere. „Dann wieder Überraschungsmomente, wenn Tracks wie "Cupids Dead" und "Peacemaker Die" angestimmt“ würden, die „mit derart immens beatlesken Harmony-Gesängen ausgestattet“ seien, dass man sie „eher auf einer King’s X-Scheibe vermuten“ würde. „Der Verwirrung Zweiter Akt“ sei die folgende "Mine"-Side, „auf der es bedeutend ruhiger zur Sache“ gehe. Seven Sundays komme „mit seinen Piano- und Steichereinlagen beinahe wie eine Glanznummer aus Joe Jacksons "Night & Day"-Phase daher, Tragic Comic wiederum hat was vom relaxten Seventies-Pop eines Gilbert O’Sullivan, während die tastenschwangere Ballade God Is Dead? es in Sachen Pathos und Drama locker mit schwermütigsten Queen-Momenten aufnehmen“ könne. Als wäre das nicht genug, klotzten Extreme auf der abschließenden The Truth: Everything Under The Sun-Side „noch mit einer Art Seventies-Rockoper im Westentaschenformat, basierend auf bombastischem Pomp, dessen musikalische Paten irgendwo in der Schnittmenge von Kansas, Styx, Genesis und Supertramp liegen“ dürften. Unterm Strich ergebe das „ein hochinteressantes Album, das entdeckt werden“ wolle und voraussetze, dass „man sich dafür Zeit nimmt.“ Darin aber liege „auch sein Dilemma:“ Brian May werde III Sides To Every Story „verstehen, but the little girls will NOT understand.“
Musikexpress schrieb, wer den ersten Teil der Extreme-Trilogie überstanden habe, könne aufatmen: Das Schlimmste habe er hinter sich. Selbst eifrige Rock-Chronisten würden „kaum eine Band aufstöbern, die auf einem derart aufwendig produzierten Album ideenloser zur Sache geht als die Superstars mit den Haaren aus der Shampoo-Werbung. Stupide und bis zur Besinnungslosigkeit wiederholte Van-Halen-Riffs, schlaffe Nullachtfuffzehn-Songs und Texte für Leute mit Kindergartenabschluß,“ darauf habe die More Than Words- „Fangemeinde bestimmt nicht gewartet.“ Der „Höhepunkt der Peinlichkeiten“ sei erreicht, wenn, während „im Hintergrund die "I had a Dream"- Rede Martin Luther Kings zu hören ist, Extreme: "Peacemaker Die!" über einen bollernden Langeweil-Riff“ kreischten. Anschließend werde es „gefälliger:“ die Ballade Seven Sundays lasse hoffen, ein wenig auch Tragic Comic. Dann aber gingen Extreme „mit Hilfe eines Streichorchesters auf die erfolglose Suche nach einem More than Words-Nachfolger,“ und irgendwann spiele man mit dem Gedanken, „diese Songs der Oma für Weihnachten aufzunehmen — vielleicht würden ihr die ständigen Chöre, die nach Queen klingen wollen, aber irgendwo kurz vor ELO steckenbleiben, sogar gefallen.“ Dem Rest der Fans bleibe die Erkenntnis, dass „ein dreiseitiges Album wie Three Sides To Every Story auch sein Gutes“ habe, — „nämlich eine Seite weniger als ein Doppelalbum.“